# 刘福连
刘福连（1952年8月—）安徽省来安县人，中国人民解放军上将。中国共产党第十八届中央委员会委员。

## 生平
1970年12月参加中国人民解放军。1972年加入中国共产党。中国人民解放军石家庄陆军学院毕业。历任连队文书、团政治处干事、连政治指导员、师政治部组织科科长、政治部副主任、陆军第六十五集团军一九三师政委、陆军第二十七集团军政治部主任、集团军政委等职。2006年12月，任北京卫戍区政委。2009年12月，任北京军区政治委员。2015年12月31日，出任新成立的中国人民解放军战略支援部队首任政治委员。2017年1月，不再担任战略支援部队政委。
2003年7月，晋升少将军衔。2008年7月，晋升为中将军衔。2013年7月，晋升上将军衔。他是中国共产党第十八届中央委员会委员。2018年3月，任十三届全国政协文化文史和学习委员会副主任。。